# Toma de posesión argentina de las islas Malvinas
La toma de posesión argentina sobre las Islas Malvinas ocurrió  el 6 de noviembre de 1820, el coronel estadounidense nacionalizado argentino al servicio de las Provincias Unidas del Río de la Plata, David Jewett, al comando de la fragata Heroína, realizó en Puerto Soledad la toma de posesión de las islas Malvinas en nombre del Gobierno de las Provincias Unidas del Sud, que era el nombre de la Argentina usado en aquel entonces. 
Jewett hizo izar por primera vez la bandera de la Argentina en el territorio malvinense, creó una comandancia militar en las Islas Malvinas y emitió comunicaciones al respecto dirigidas a los cazadores de lobos marinos y de ballenas, que de varias nacionalidades estaban allí presentes. El explorador británico James Weddell fue testigo del hecho. 
La noticia tuvo difusión en la prensa de Europa. Las islas quedaron bajo pacífica posesión de las Provincias Unidas hasta la ocupación británica a finales de 1832.

## Antecedentes

### Derechos españoles
Las bulas Inter Caetera y Dudum si Quidem de 1493 le adjudicaban al Reino de España «todas aquellas islas y tierras firmes, encontradas y que se encuentren, descubiertas y que se descubran hacia el mediodía», fijada en una línea a cien leguas de las islas Azores. Las islas Malvinas, incluidas en las zonas aludidas por las bulas, fueron avistadas por primera vez en 1520 por Esteban Gómez con la nave San Antonio de la expedición española de Fernando de Magallanes. Las islas comienzan a aparecer en los mapas Pedro Reinel (1522-1523), Diego Ribero (1526-1527 y 1529), Islario de Santa Cruz (1541), Sebastián Gaboto (1544), Diego Gutiérrez (1561), Bartolomé de Olivos (1562), entre otros.
Américo Vespucio ha sido señalado como el descubridor de las islas en el viaje al servicio de Portugal iniciado en Lisboa en mayo de 1501 dirigido por Gonzalo Coelho, del cual tomó el mando a los 32° sur. En una carta a Piero Soderini, fechada en Lisboa a 4 de septiembre de 1504 y denominada Lettera di Amerigo Vespucci delle isole nuovamente trovate in quatro suoi viaggi.

### Causas inmediatas

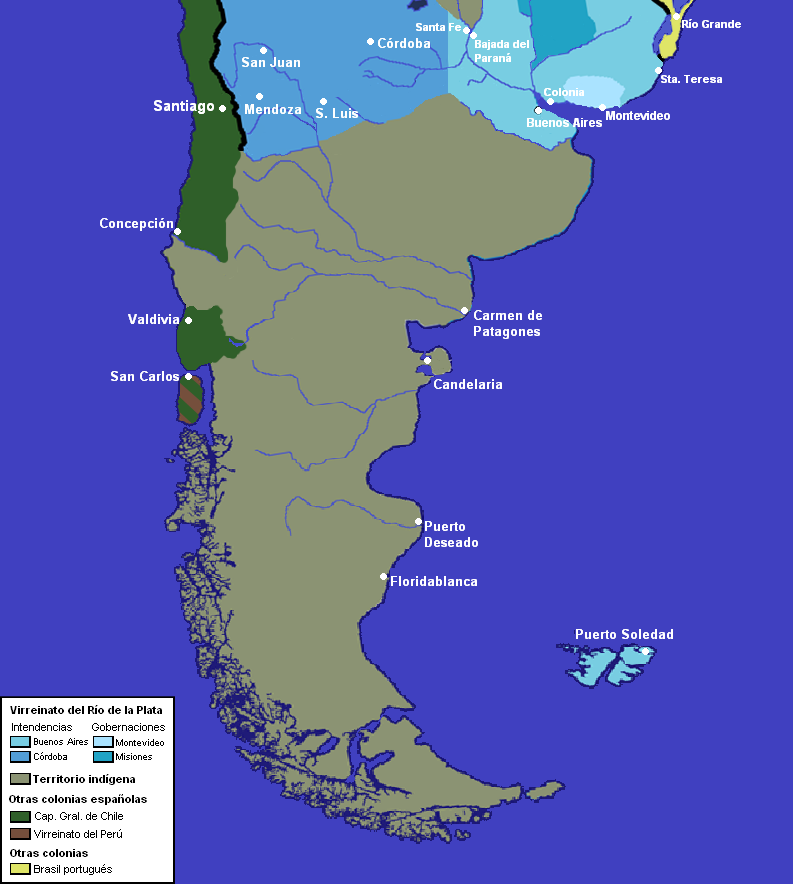
La Patagonia bajo la jurisdicción teórica del Virreinato del Río de la Plata, con los poblados fundados en sus costas.

Luego de instalarse en 1767 en Puerto Soledad, España finalmente abandonó su guarnición en 1811, 32 gobernadores mediante, tras la Revolución de Mayo, puesto que la Banda Oriental no se adhirió a la junta de Buenos Aires y permaneció bajo control español, a cargo de Francisco Javier de Elío. Las autoridades españolas de Montevideo decidieron retirar el establecimiento en las Malvinas por su baja utilidad y los elevados costos de conservación. Allí se dejó una placa proclamando la soberanía española sobre el archipiélago. Algunos gauchos y pescadores se quedaron voluntariamente en las islas.

…esta islas con sus puertos (…) pertenecen a Dn. Fernando VII, rey de España y sus Indias. Soledad de Malvinas, 7 de febrero de 1811 siendo su gobernador Pablo Guillén…

Si bien la población asentada en las islas tenía pensado su regreso, la guerra de Independencia de la Argentina impidió hacer efectivo del retorno hasta 1820. Durante casi diez años, las islas fueron visitadas por balleneros, loberos y pescadores que incluso saqueaban el ganado cimarrón dejado por los españoles.
Lo que sería el nuevo Estado argentino estaba en formación y los primeros gobiernos rioplatenses desde 1810 utilizaron el principio uti possidetis iuris que definía que las antiguas posesiones coloniales pasaban a ser parte del territorio de las naciones independizadas. La continuación del dominio de las islas, por la tradición de los títulos jurídicos de España en favor de las Provincias Unidas, habilitan a éstas a disponer esas medidas de administración y gobierno. El uti possidetis iuris fue aceptado como principio general del derecho internacional por la Corte Internacional de Justicia en el caso "Burkina Faso v. Republic of Mali", Fallo del 22 de diciembre de 1986. Las diferentes provincias delegaron a la de Buenos Aires en las representaciones internacionales, y al mismo tiempo las Malvinas continuaban bajo administración de su gobernador, pese al abandono español.
Las dificultades propias de la Revolución de Mayo imposibilitaron a los criollos rioplatenses que protagonizaron la revolución ocuparse de las tierras situadas en latitudes australes. La provincia de Buenos Aires en la década de 1820 se ocupó de la administración insular designando cargos como permisionarios, concesionarios, comisionados, comandantes y comandantes políticos y militares. Las medidas para administración y gobierno se iniciaron de forma modesta como los permisos de pesca y caza y una concesión para el usufructo de carnes, finalizando con la creación de una Comandancia política y militar.

### Primeras medidas tras la Revolución de Mayo

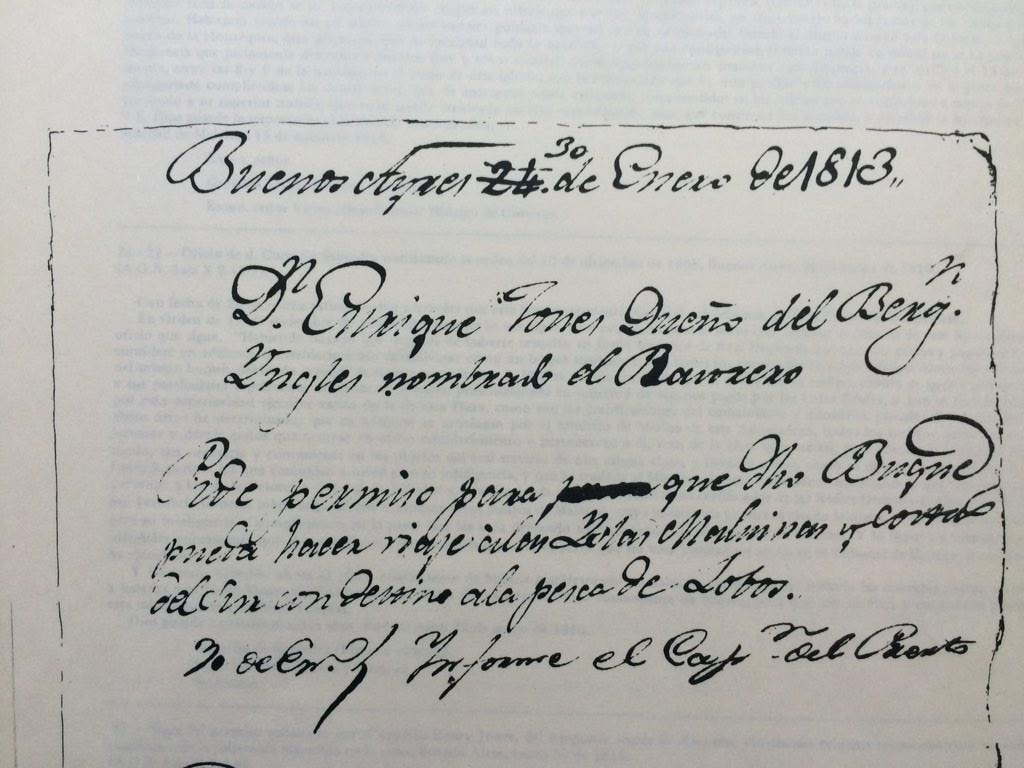
Solicitud para cazar lobos marinos en Malvinas, efectuada por capitán Enrique Libanus Jones y otorgada por las autoridades de Buenos Aires (30 de enero de 1813).

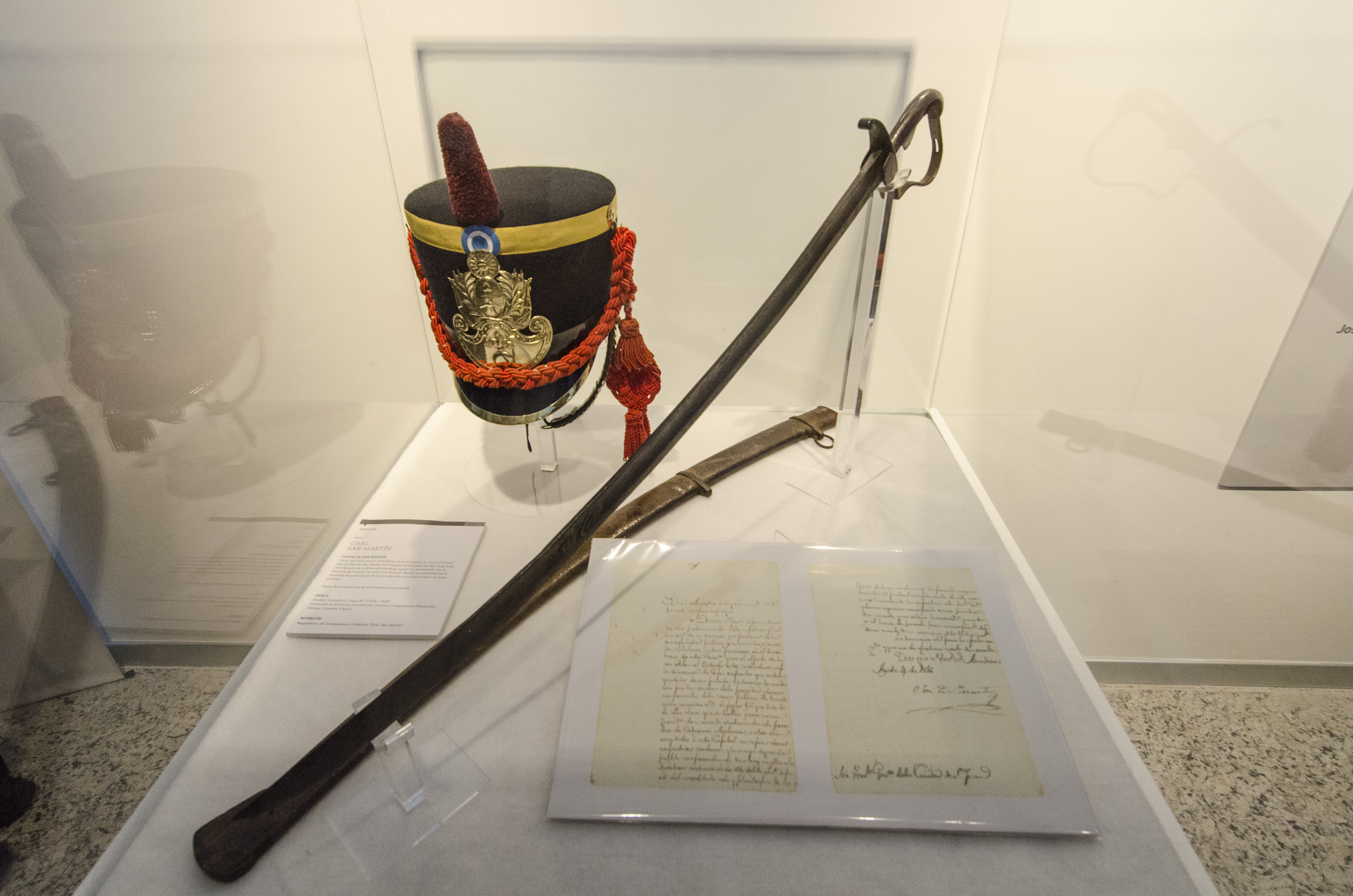
Carta de San Martín sobre Malvinas. Se encuentra en el Museo Malvinas e Islas del Atlántico Sur.

Gerardo Bordas, al regreso de su gobernación en Malvinas, pidió a la Junta de Buenos Aires que le pagasen los sueldos y las gratificaciones que correspondían a sus funciones, equiparadas a las de un buque de guerra en navegación. El jefe del apostadero de Montevideo, no tenía la orden del virrey que justificaba la petición de Bordas, en cuanto a las gratificaciones de un comandante de nave de guerra y lo pasó al virrey Baltasar Hidalgo de Cisneros el 9 de marzo de 1810, para que el funcionario resolviera sobre si los funcionarios del Real Ministerio de Hacienda debían pagar o no lo requerido. Cisneros contestó el 20 de marzo pero la respuesta se demoró, por lo que Zalazar, desde Montevideo volvió a repetir sus demandas el 20 de mayo, pero el tratamiento del pedido debió resolverlo la nueva junta de gobierno, presidida por Cornelio Saavedra.
Con la firma del presidente de la junta y de su secretario Juan José Paso, se contestó: 

En orden del 13 de Diciembre dije a Vs. Merced lo que sigue: con esta fecha paso al señor Comandante de Marina de este Apostadero el oficio que sigue: Habiendo notado que después de haberse resuelto en Junto Superior de Real Hacienda, que para los gastos y pagamentos se considere en adelante el establecimiento de Malvinas como un buque navegando y todos los empleados de destino como dependientes del mismo buque (…) que en adelante se satisfagan por el Ministro de Marina de este Apostadero todos los sueldos, gratificaciones y jornales y demás gastos que ocurran en dicho establecimiento o pertenezcan a él, sea de la clase que fueran (…)" y seguía manifestando que lo informaba a los funcionarios correspondientes de la Real Hacienta y Teniente General del Ejército y finalmente ordenaba que copia de esa resolución se posara "Al señor Comandante de Marina". 

Dios guarde a V. Merced muchos años. Buenos Aires 30 de Mayo de 1810. Cornelio Saavedra, Juan José Paso. Secretario. A los señores Ministros Generales de la Real Hacienda.

Manuel Belgrano desde el Correo de Comercio había sido el primero en llamar la atención de las Malvinas, describiéndolas.
José de San Martín, en una carta fechada el 14 de agosto de 1816 se refiere a las Malvinas. En el texto, San Martín le pedía al gobernador de San Juan que liberara a prisioneros que se encontraban en Carmen de Patagones y Malvinas (Puerto Soledad) para que se sumaran al Ejército de Los Andes para el posterior Cruce de los Andes.
La idea de la incorporación al Ejército de los presos que estaban en las islas fue del coronel Luis Beruti, ministro de Guerra en ese entonces. San Martín trasmitió la orden en una carta escrita de su puño y letra, dirigida al teniente gobernador de la ciudad de San Juan, José Ignacio de la Roza. La carta original se encuentra en el archivo del Ministerio de Relaciones Exteriores y Culto de la Argentina y el Museo Malvinas e Islas del Atlántico Sur exhibe una copia.
La carta decía:

Oficio del Gobernador Intendente de la Provincia de Cuyo, Coronel Mayor José de San Martín, al Teniente Gobernador de San Juan, Don José Ignacio de la Roza solicitándole, según lo conversado con el Ministro de Guerra [Coronel Luis Antonio Beruti], se cumplimente la remisión de prisioneros de su jurisdicción para que sirvan a la causa pública.

El Señor. Ministro de la Guerra con fecha 31 del pasado me dice lo quesigue:

“Deseoso el Gobierno de poner término a los padecimientos de los infelices que en consecuencia de sus excesos, y en precaución de la tranquilidad pública gimen en las cárceles, calabozos y otras prisiones en el territorio de estas provincias, y con el objeto de hacer útiles al Estado estos individuos, bajo la dirección de jefes expertos que retrayéndolos de sus pasados extravíos los conduzcan por las sendas de la probidad, y honor con provecho de la causa pública, ha tenido a bien acordar V.E. disponga Ud. que todos los de alta clase que se hallen presos en esa jurisdicción de su mando sentenciados a los presidios de Patagones, Malvinas u otros sean remitidos a esta capital con copias de sus respectivas condenas y la mayor seguridad posible comprendiendo también en ellos a los desertores contumaces en este delito. Su E. espera del acreditado celo y filantropía de ese gobierno dictará sin demora las providencias convenientes al puntual cumplimiento de esta resolución, circulando las respectivas a los Tenientes Gobernadores y demás a quienes corresponda en esa jurisdicción de su mando, y me ordena lo avise a Vs. como tengo el honor de hacerlo para su cumplimiento de quedará cuenta” con remisión de los individuos.

Lo transcribo a U. para los efectos consiguientes, y que me de oportuna cuenta de su resultado.

Dios guarde a Usted. muchos años. Mendoza. Agosto 14 de 1816
José de San Martín

## Toma de posesión

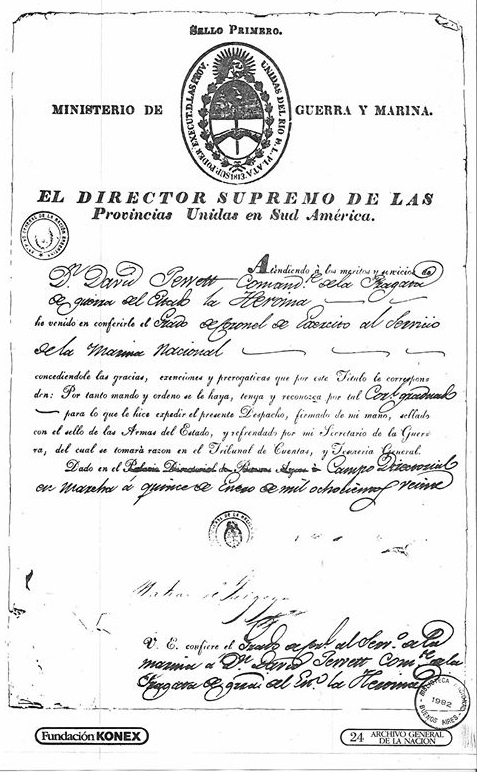
Nombramiento de Jewett hecho por las Provincias Unidas.

Preocupado por la explotación ilegal de ballenas y focas en los mares del sur, a principios de 1820 el gobierno de la provincia de Buenos Aires (del que dependían las islas) decidió enviar a un oficial para que hiciera formal toma de posesión del archipiélago y obligara a acatar sus disposiciones administrativas concernientes a la actividad pesquera. El 15 de enero de 1820 el ministro de guerra y marina de las Provincias Unidas, Matías Irigoyen, emitió un despacho nombrando «con el grado de coronel de ejército al servicio de la marina» al coronel de origen estadounidense David Jewett. Jewett estaba al servicio de las Provincias Unidas desde 1815.
En febrero, el director supremo de las Provincias Unidas del Río de la Plata, José Rondeau, decidió enviar un oficial para que se hiciera cargo de las islas, pero el hecho no se concretó sino hasta fines de ese año, cuando el gobernador de Buenos Aires, Martín Rodríguez, nombró a Jewett «comisionado por el Supremo Gobierno de las Provincias Unidas para tomar posesión de las islas en nombre del país a que éstas pertenecen por ley natural». Según José María Rosa, Jewett fue enviado en marzo por orden de Manuel de Sarratea.
Al mando de la fragata Heroína llegó a la bahía de la Anunciación a fines de octubre. Siguiendo órdenes de sus superiores, Jewett prohibió la caza y pesca en la jurisdicción de las islas a los buques extranjeros, distribuyendo una circular entre aquellos estacionados en las proximidades, en la que hacía referencia a la formalización del traspaso de soberanía desde el Virreinato del Río de la Plata a su sucesor, las Provincias Unidas. El 2 de noviembre le fue remitida una copia al mismo James Weddell, explorador británico de la Antártida (quien de regreso a Londres informó a su gobierno), cuya embarcación fue avistada en aguas argentinas:

Fragata del Estado Heroína, en Puerto Soledad, Noviembre 2 de 1820.

 
Señor, tengo el honor de informarle que he llegado a este puerto comísionado por el Supremo Gobierno de las Provincias Unidas de Sud América para tomar posesión de las islas en nombre del país a que éstas pertenecen por la Ley Natural.

Al desempeñar esta misión deseo proceder con la mayor corrección y cortesía para con todas naciones amigas; uno de los objetos de mi cometido es evitar la destrucción de las fuentes de recursos necesarios para los buques de paso, que, en recalada forzosa, arriban a las islas, y hacer de modo que puedan aprovisionarse con los mínimos gastos y molestias, dado que los propósitos de Usted no están en pugna y en competencia con estas instituciones y en la creencia de que una entrevista personal resultará de provecho para ambos, invito a usted a visitarme a bordo de mi barco, donde me será grato brindarle acomodo mientras le plazca; he de agradecerle - a sí mismo - que tenga a bien, en lo que esté a su alcance, hacer extensiva mi invitación a cualquier otro súbdito británico que se hallare en estas inmediaciones; tengo el honor de suscribirme señor, su más atento y seguro servidor.

 
Jewett, Coronel de la Marina de las Provincias Unidas de Sudamérica y comandante de la Fragata Heroína.

Disponible en Wikisource en inglés en «Declaration of possession of the Falkland Islands for the Government of Buenos Ayres».

Los infractores a lo dispuesto por las autoridades argentinas serían detenidos y llevados a Buenos Aires para ser sometidos a juicio. A bordo de la Heroína también llegó a las islas la primera representación del gobierno argentino para establecer una colonia basada en penales.
El coronel Jewett arribó a Puerto Soledad el 6 de noviembre de 1820 y tres días más tarde, en nombre del gobierno de las Provincias Unidas del Río de la Plata, tomó posesión formal del antiguo fuerte español, efectuando una salva de veintiún cañonazos con la fragata. Luego leyó la proclama extendida por las autoridades, redactada en español e inglés —esta última legalizada por el cónsul británico en Buenos Aires— e izó la bandera argentina en un mástil improvisado ante la cincuentena de buques pesqueros que se encontraban ilegalmente en las cercanías (de los cuales al menos diez eran estadounidenses y seis británicos). La tripulación de la Heroína también estaba integrada, en su mayor parte, por británicos y norteamericanos, contando con los esclavos José y Antonio Zimmermann. La fragata, fue considerada «Buque de Estado» por el gobierno rioplatense, es decir navío regular y no corsario. La fragata también trasladaba argentinos para instalar una población criolla en el antiguo Puerto Soledad.
Weddell reportó que la nave de Jewett recibió su asistencia en la obtención de anclaje fuera de Puerto Soledad y en pocos días, «tomó posesión formal de estas islas para el gobierno patriota de Buenos Ayres [sic], leyó una declaración en virtud de sus colores, plantado en un puerto en ruinas, y disparó una salva de veintiún cañonazos». Weddell también vinculó la ceremonia con la demanda de Jewett de los restos del naufragio del Uranie y comentó que se preparó para impresionar a los capitanes de buques en la zona.
Tras el acto de posesión se realizó un desfile militar con silbatos y tambores, todo en presencia de marineros extranjeros. Weddell decía que Jewett fue «bastante inteligente» para calcular el efecto de ese desfile en las mentes de los capitanes de los barcos que estaban en las islas, en su mayoría ingleses y norteamericanos, ya que temían ser robados o capturados. De hecho, uno de ellos propuso levantarse en armas contra él, pero ante un razonamiento sobre lo infundado de sus temores y presentándoselo a Jewett confesó su error y desaparecieron sus preocupaciones. Weddell también citó el hecho y comentó que ayudó a Jewett.

Me dijo que su objetivo era tomar posesión de las islas Falkland [Malvinas] para su gobierno, y que todo lo necesario para un asentamiento sería obtenido de Buenos Ayres en cuanto pudiese adquirir un cúter, de los cuales había varios entre las islas. Sin embargo, resultaba evidente que su principal objetivo era avituallar a su tripulación […]. Cuando el barco partió de Buenos Ayres hacía ocho meses, la dotación constaba de 200 hombres: en estos momentos tenían no más de 30 marineros y 40 soldados en condiciones de cumplir con sus tareas; 50 habían sido puestos a bordo de una nave capturada, de modo que unos 80 estaban enfermos o habían muerto de escorbuto […]. Tomó posesión formal de las islas en nombre del gobierno patriótico de Buenos Ayres, leyó una proclama bajo su bandera, izada sobre las ruinas del fuente, y disparó una salva de veintiún cañonazos. En esta ocasión, todos los oficiales vestían uniforme de gala, que es exactamente el mismo que nuestra Armada, lo cual combinaba mal con el estado ruinoso del barco; pero él fue lo suficientemente sagaz para calcular el efecto de esta parada sobre las mentes de los patrones de barcos que estaban en las islas.
Declaración completa de James Weddell.

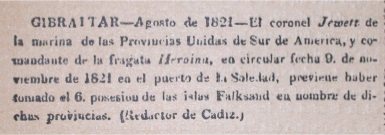
Nota publicada en el El Redactor de Cádiz en 1821.

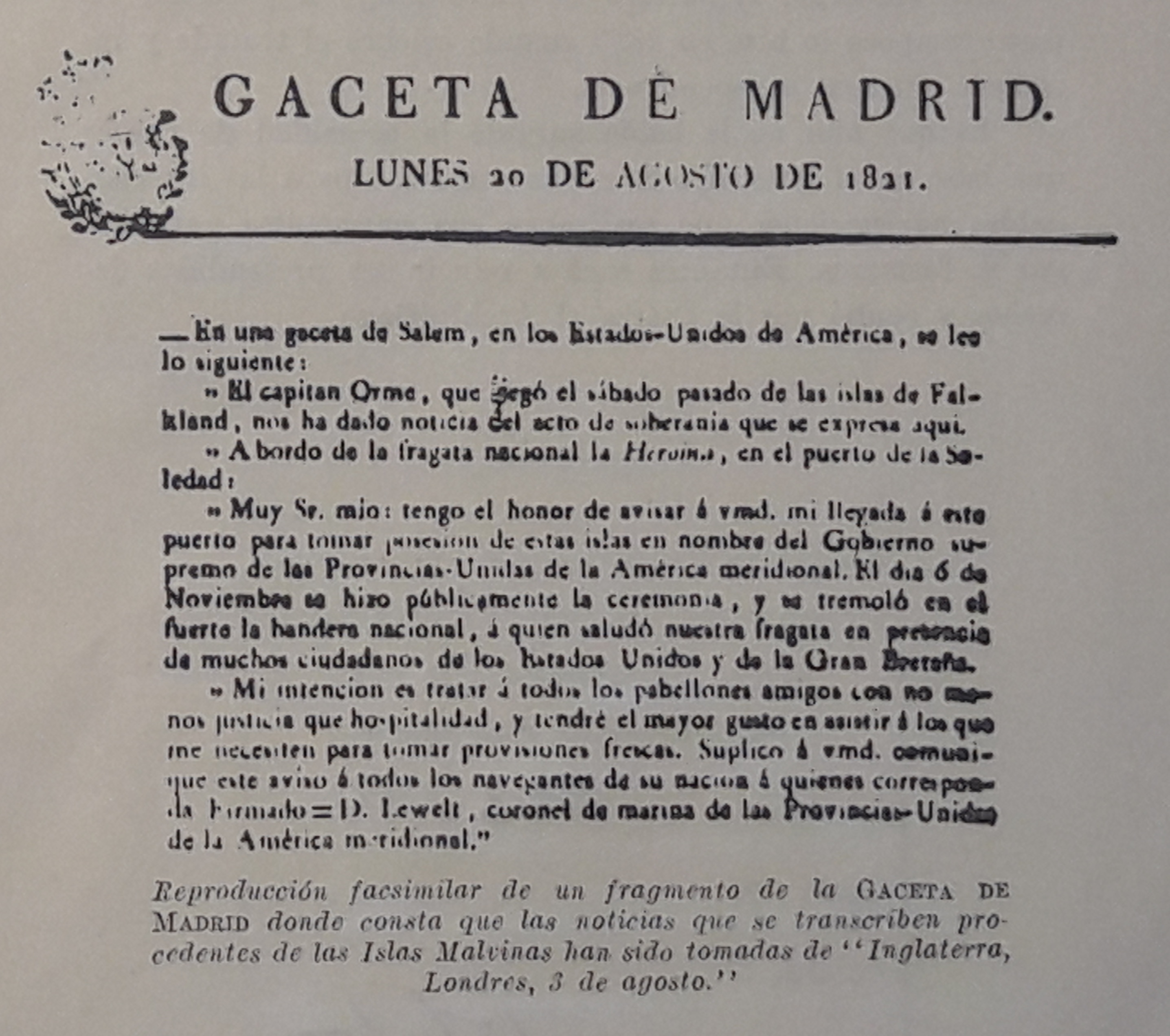
Nota publicada en la Gaceta de Madrid, citando a Salem Gazette.

Este acontecimiento recibió considerable cobertura periodística cuando se dio a conocer, en 1821. En Estados Unidos la noticia fue publicada por la Salem Gazette (Gazeta de Salem) del 12 de junio de 1821; también fue tratada en Europa: en Cádiz, por El Redactor (que se hacía eco de un comentario previo hecho en medios gibraltareños), y en Londres por el influyente periódico The Times del 3 de agosto de 1821, sin que el Reino Unido presentara queja ni reserva alguna. El Argos de Buenos Aires publicó la noticia el día 10 de diciembre de 1821, aunque para ese entonces la sociedad porteña ya conocía el acto porque la goleta estadounidense Rampart, que había llegado al puerto el 17 de febrero conducida por el teniente de presa Cristóbal Carnelia, integrante de la oficialidad de la Heroína, y que había sido comisionado para trasladar la goleta desde Malvinas hacia Buenos Aires en calidad de presa.
La goleta Rampart había sido apresada por Jewett en los alrededores de las islas. Estaba conducida por el capitán Tomás Farrin, y era procedente de Lima desde donde había partido el 1 de diciembre de 1820 con destino a Cádiz transportando 500 bolsas de cacao, 200 fardos de algodón, lana y cascarilla. Jewett acusó al capitán y su tripulación de «transportar mercadería de los realistas españoles». Debido al mal estado sanitario de su tripulación, aquejada de escorbuto, Jewett permaneció solo un mes en las Malvinas, regresando a Buenos Aires. Durante ese mes se había dedicado a cumplir la ley de prohibición de pesca y caza. Weddell reportaba solamente unos 30 marineros y 40 soldados de una tripulación de 200 aptos para trabajar, y de como Jewett durmió con pistolas sobre la cabeza tras un intento de motín por el que había ejecutado seis miembros de su tripulación. Weddell dejó las islas en 20 de noviembre y señaló que Jewett no había completado las reparaciones de la Heroína.
Las autoridades británicas, que años más tarde reclamarían derechos de soberanía sobre el archipiélago, no efectuaron protesta alguna, aduciendo desconocimiento del hecho. Actualmente la historiografía británica sobre Malvinas argumenta que «no hay ninguna evidencia documental» de que Jewett actuó en nombre de Buenos AiresA pesar que 
coronel Jewett era conocido por los británicos por su lucha contra las naves británicas durante la guerra americano británica de 1812 y que desde 1819 ofreció sus servicios al flamante estado independiente de las Provincias Unidas del Río de la Plata que aceptó su oferta y autorizó sus actividades contra fuerzas españolas; fue designado coronel en la marina de guerra argentina, donde le dieron el comando de la fragata Heroína en 1820 . y en que la noticia no fue publicada en la Gazeta de Buenos Ayres. Al mismo tiempo de la toma, el agente de los Estados Unidos para Chile, Buenos Aires y Perú, John Prevost, escribía el 10 de enero de 1820 al secretario de Estado John Quincy Adams, comunicándole el descubrimiento de unas islas ubicadas en el océano Atlántico Sur, y que los ingleses se encontraban muy activos para adueñarse de ellas.

## Comandancia militar

Bandera de Argentina hacia 1820.

La comandancia Militar de las Islas Malvinas fue el primero de los órganos administrativos por vía de los cuales las Provincias Unidas del Río de la Plata ejercieron su soberanía en el archipiélago de las islas Malvinas. Duró hasta 1829. Jewett fue reemplazado como primer administrador del territorio siete meses después de la toma de posesión, en mayo de 1821, por Guillermo Masón, de origen inglés, quién permaneció un mes. Manson también tomó el mando de la Heroína. Tres años más tarde, Buenos Aires nombraba gobernador de las islas a Pablo Areguatí, de origen guaraní, durando en el cargo entre el 2 de febrero y agosto de 1824.
Jewett había retornado al puerto de Buenos Aires desilusionado por el comportamiento de la mayoría de sus subalternos y por el estado general de su barco. Pero el gobierno de las Provincias Unidas supo reconocer sus méritos en el desempeño de sus funciones y el fiel cumplimiento de las instrucciones.

## Sucesos posteriores

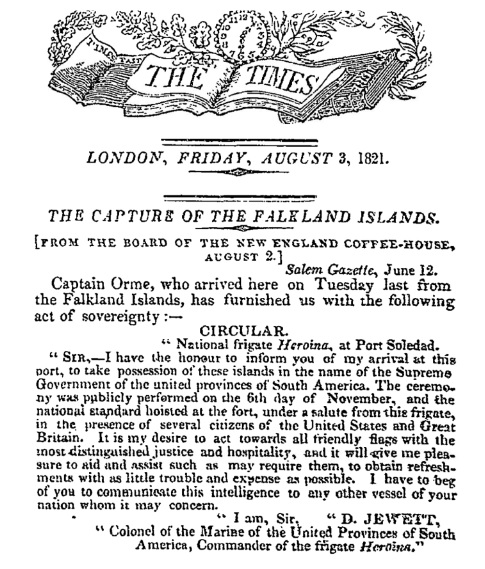
La toma de posesión argentina de 1820 se conoció en el Reino Unido a través de los informes del célebre explorador británico James Weddell. La noticia también fue publicada en The Times el 3 de agosto de 1821. El Reino Unido no protestó la ocupación argentina en 1820, ni realizó reserva de soberanía al firmar el (aún vigente) Tratado de amistad, comercio y navegación de 1825.

Luis Vernet había nacido en Hamburgo, pero por comercio llegó y se instaló en Buenos Aires. Al tiempo se asoció a Jorge Pacheco. En 1823, el Gobierno de Buenos Aires les otorgó la concesión para el aprovechamiento del ganado vacuno y el de los lobos marinos de la Isla Soledad.
El 10 de junio de 1829, Vernet se estableció oficialmente en la isla Soledad y fue nombrado primer comandante político militar en las Islas Malvinas. Bajo el pabellón argentino, se comprometió a hacer cumplir la legislación argentina, cuidar sus costas y los reglamentos de pesca vigentes. La designación la realizó el entonces gobernador de Buenos Aires, Martín Rodríguez, con el asesoramiento del jurista Salvador María del Carril. Rodríguez designó a Vernet no solo comandante de las Malvinas, sino también de las islas adyacentes al Cabo de Hornos en el océano Atlántico, «teniendo en cuenta las condiciones que reúne», incluyendo la isla Grande de Tierra del Fuego. Esto asentó el mayor antecedente legal en relación con los reclamos argentinos sobre las islas. El decreto fue publicado en varios medios de prensa del extranjero, entre ellos Reino Unido y Estados Unidos. Al año siguiente Vernet hizo circular entre los barcos pesqueros ocupados en la Patagonia, una notificación en inglés y español con copia del referido decreto. El gobierno de Rodríguez se convirtió en el primer gobierno en nombrar una autoridad directa para las Malvinas desde la Independencia de Argentina. Cabe destacar que la Comandancia de las Malvinas no era una entidad diferente, sino una parte de la provincia de Buenos Aires.
El 2 de febrero de 1825, el Reino Unido firmó un tratado de amistad, comercio y navegación mediante el cual reconoció la independencia de las Provincias Unidas y, naturalmente, la existencia de un ámbito territorial propio de ella, incluyendo las Malvinas, que habían tomado posesión en 1820, y ejercido otros actos de soberanía incluyendo el nombramiento y la instalación de autoridades. Además se debe sumar que en el tratado el Reino Unido no expresó pretensión alguna a las islas y que el tratado implicó la admisión de las consecuencias jurídicas de tal reconocimiento.